# Joseph Deutschmann

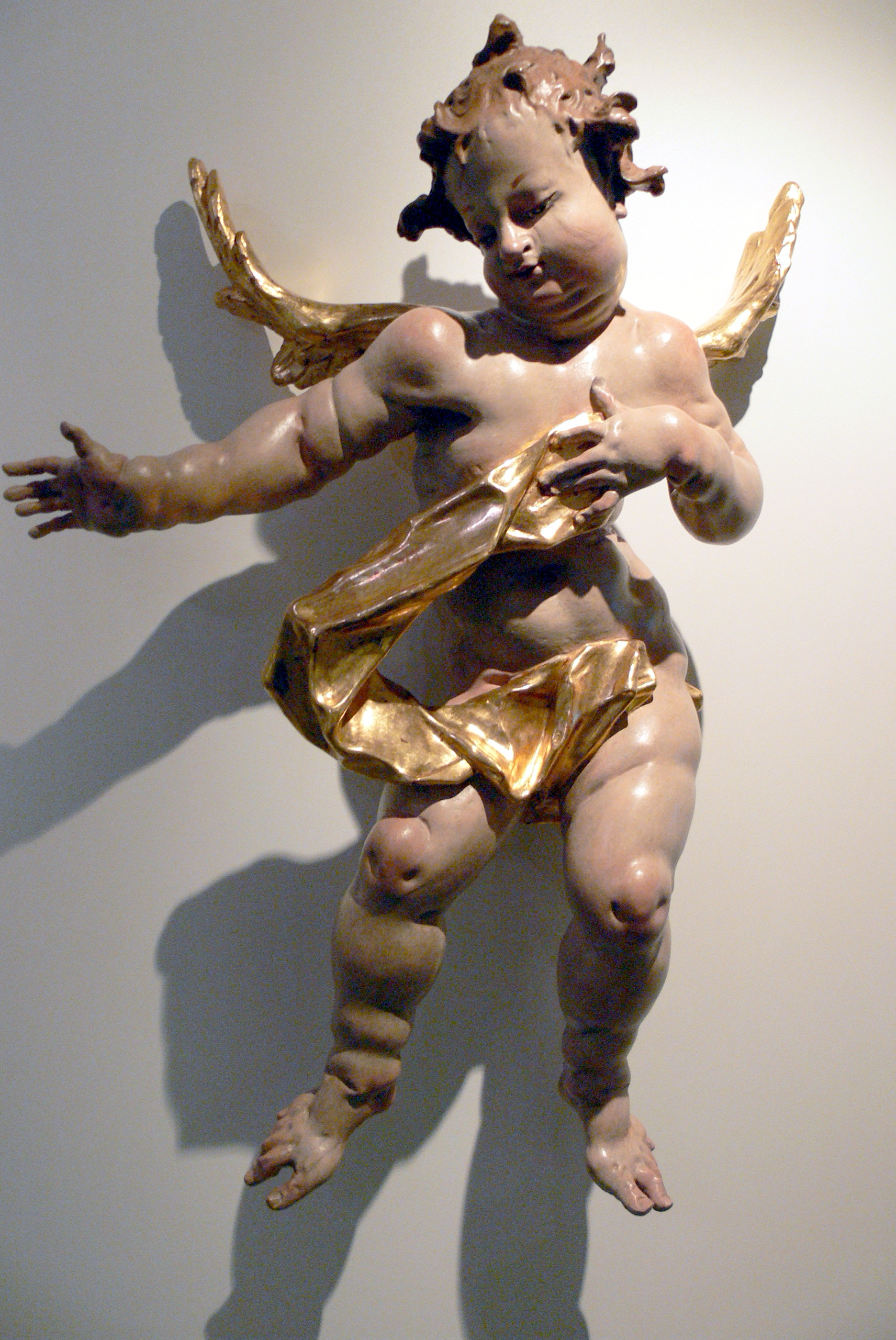
Putto, Oberhausmuseum Passau

Joseph Deutschmann, auch Teutschmann (* 3. Dezember 1717 in Imst; † 28. Mai 1787 in St. Nikola, heute Passau; gebürtig Franz Joseph Deutschmann) war ein österreichischer Bildhauer.

## Leben
Deutschmann erhielt seine Ausbildung bei Andreas Kölle und Balthasar Jais in Imst. Um 1738 kam er nach St. Nikola bei Passau, wo er in der Werkstatt des dortigen Bildhauers Joseph Matthias Götz arbeitete. Als 1742 Götz als Ingenieur-Offizier in die bayerische Armee eintrat, konnte Deutschmann die Werkstatt übernehmen. Über vier Jahrzehnte gehörte er zu den führenden Bildhauern Niederbayerns. Er arbeitete durchweg für kirchliche Auftraggeber. Von ihm stammt auch ein Krummstab für den Abt des Klosters Niederaltaich. Deutschmann war der Onkel des Bildhauers Franz Anton Zauner, den er 1756 bis 1766 ausbildete.

## Werke
- 1747: Beichtstühle der Klosterkirche von Kloster Fürstenzell
- 1748: Kanzel und Beichtstühle der Klosterkirche von Kloster Aldersbach
- 1758: Altar und Kanzel der Schlosskapelle Himmelberg bei Metten
- 1760: Chorgestühl für das Augustinerchorherrenstift St. Nikola, heute in der Pfarrkirche von Vilshofen
- 1760: Seitenaltäre und Kanzel der Filialkirche von Rettenbach
- 1761–62: Zwei Reliefs an den Frontwänden des Chorgestühls der Klosterkirche von Aldersbach
- 1763: Steinportal der Stiftskirche von Engelszell, Chorgestühl, sowie vier Engelsfiguren in den Chornischen und Reliquienschreine der Seitenaltäre[1]
- 1768–70: Altäre und Kanzel der Klosterkirche von Stift Suben
- 1770: Dekorationsarbeiten (Atlanten, Putten) in der Bibliothek von Kloster Fürstenzell
- 1780–83: Altäre und Kanzel der Klosterkirche von Kloster Asbach
- 1782: Veränderungen am Hochaltar und zwei Seitenaltäre der Klosterkirche von Sankt Salvator